# 什尼亞基夫卡
50°43′47″N 31°56′31″E / 50.72972°N 31.94194°E
什尼亞基夫卡（烏克蘭語：Шняківка）是位於烏克蘭北部切爾尼希夫州裏尼任區的村莊，始建於1590年，面積1.4平方公里，海拔高度126米，2001年人口435，人口密度每平方公里310.1人。